# Tanatoza

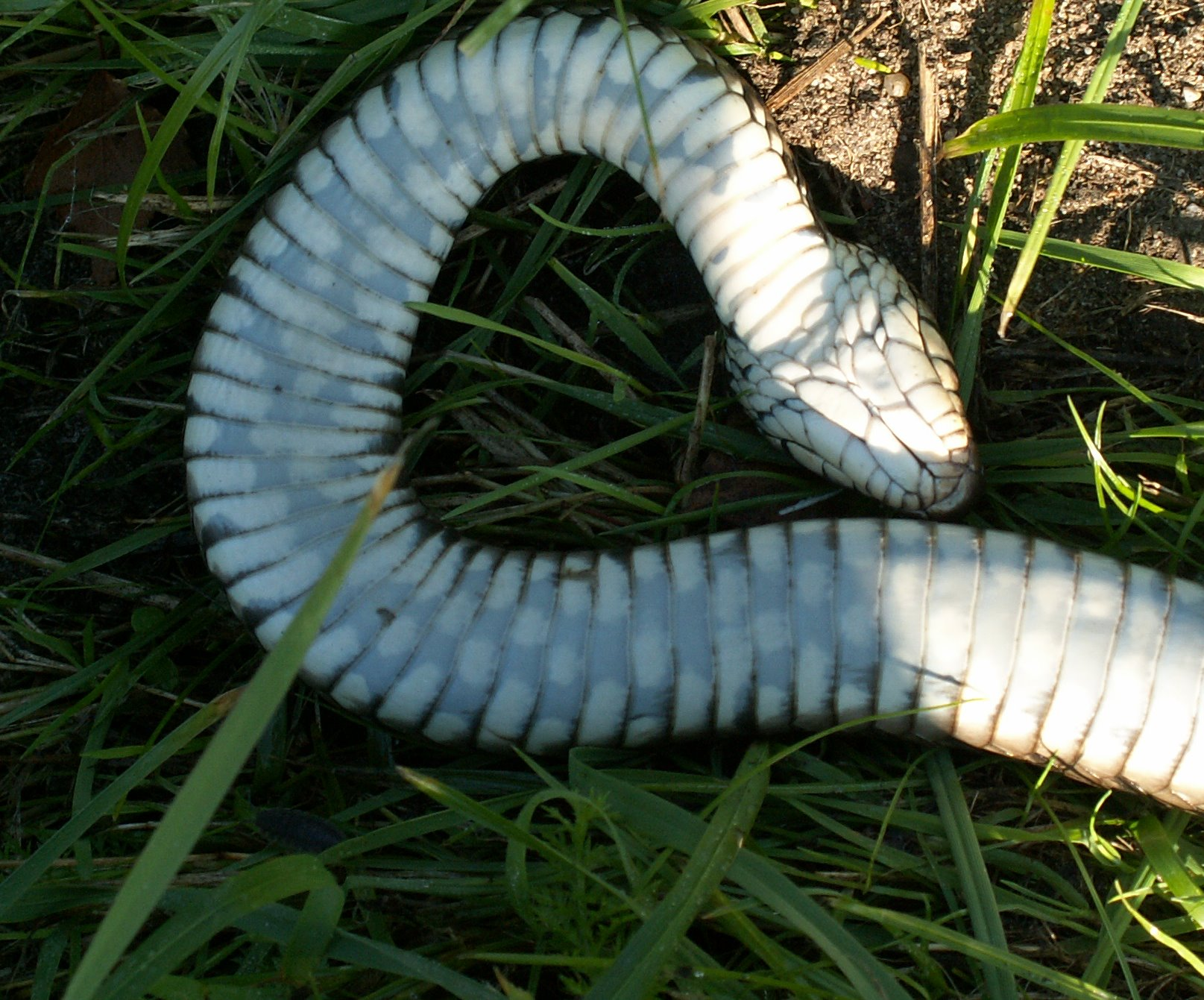
Zaskroniec zwyczajny symulujący swoją śmierć

Tanatoza (gr. thánatos = śmierć) – reakcja obronna organizmu przeciw drapieżnikom, w której potencjalna ofiara zastyga w bezruchu lub udaje śmierć. Drapieżnik, widząc „śmierć” ofiary, przeważnie zaprzestaje ataku. Przyczyna takiego zachowania nie jest pewna – prawdopodobnie występuje ono głównie u drapieżników polujących na żywą zdobycz. Jedyny znany przykład tanatozy występującej w doborze płciowym jest obecny u darowników przedziwnych: samce po przekazaniu samicy podarunku godowego udają martwe, by nie narazić się na atak z jej strony, a gdy samica rozpoczyna konsumpcję podarowanej jej zdobyczy, samiec przerywa tanatozę i kopuluje z samicą.